# Franz Schrader (Priester)
Franz Schrader (* 13. Dezember 1919 in Holzhausen, Freistaat Waldeck-Pyrmont; † 23. Oktober 2007) war ein römisch-katholischer Priester, Kirchenhistoriker und Leiter des Bistumsarchivs in Magdeburg.

## Leben
Franz Schrader machte 1938 das Abitur in Brilon und studierte anschließend Philosophie und Katholische Theologie in Paderborn und Münster. Er wurde Sanitätssoldat im Zweiten Weltkrieg.
1947 wurde Franz Schrader in Paderborn (?) zum Priester geweiht und anschließend Vikar in Quedlinburg, im Ostteil des Erzbistums Paderborn. Weitere Stationen waren Magdeburg-Sudenburg, Egeln und Osterhausen, ehe er 1959 Pfarrvikar in Sittichenbach wurde. 1964 promovierte er zum Doctor theologiae. In den 1970er Jahren war er katholischer Pfarrer in Hadmersleben und auch am kirchlichen Gericht tätig.
1978 wurde Franz Schrader Leiter des Archivs des Bischöflichen Amtes in Magdeburg und Leiter der kirchengeschichtlichen Forschungsstelle. 1982 wurde er auch Beauftragter für Ökumene des Bischöflichen Amtes. 1983 ernannte ihn Bischof Braun zum Kanzler der Kurie. 
1985 gab Schrader die Leitung des Archivs ab und siedelte 1993 nach Paderborn über.

## Schaffen
Franz Schrader veröffentlichte zahlreiche Bücher und Artikel zu kirchengeschichtlichen und anderen kirchlichen Themen. Schwerpunkt seiner verdienstvollen Forschungen war die Kirchengeschichte des Erzbistums Magdeburg und des Bistums Halberstadt.
- als Herausgeber Beiträge zur Geschichte des Erzbistums Magdeburg (= Studien zur katholischen Bistums- und Klostergeschichte, Bd. 11). St. Benno Leipzig 1969
- als Herausgeber Die Visitationen der katholischen Klöster im Erzbistum Magdeburg durch die evangelischen Landesherren. (= Reformationsgeschichtliche Studien und Texte. Heft 99). Aschendorff, Münster 1969. Digitalisat
- Ringen, Untergang und Überleben der katholischen Klöster in den Hochstiften Magdeburg und Halberstadt von der Reformation bis zum Westfälischen Frieden. (Katholisches Leben und Kirchenreform im Zeitalter der Glaubensspaltung 37). Münster 1977